# San Marcial Ozolotepec
San Marcial Ozolotepec es una localidad del estado mexicano de Oaxaca. Es cabecera del municipio de San Marcial Ozolotepec.

## Demografía
| Censo | Población |
| ----- | --------- |
| 1900  | 538       |
| 1910  | 667       |
| 1921  | 675       |
| 1930  | 776       |
| 1940  | 975       |
| 1950  | 1190      |
| 1960  | 1349      |
| 1970  | 1528      |
| 1980  | 1003      |
| 1990  | 580       |
| 1995  | 685       |
| 2000  | 675       |
| 2005  | 951       |
| 2010  | 1055      |
| 2020  | 1037      |